# Schoenoplectus torreyi
Schoenoplectus torreyi är en halvgräsart som först beskrevs av Stephen Thayer Olney, och fick sitt nu gällande namn av Eduard Palla. Schoenoplectus torreyi ingår i släktet sävsläktet, och familjen halvgräs. Inga underarter finns listade i Catalogue of Life.